# Elecciones provinciales de La Rioja (Argentina) de 1913
Las elecciones generales de la provincia de La Rioja de 1913 tuvieron lugar el domingo 25 de mayo del mencionado año con el objetivo de renovar la gobernación de la provincia para el período 1913-1916. Fueron las primeras elecciones bajo el sufragio secreto y obligatorio y, aunque hubo numerosas acusaciones de fraude, se trató de los primeros comicios riojanos con más de un solo candidato competitivo.
El candidato del conservadurismo provincial hegemónico fue Tomás Vera Barros, apoyado por el gobernador saliente Gaspar Gómez, con Silvano Castañeda como compañero de fórmula. La Unión Cívica Radical (UCR), principal partido de la oposición nacional, presentó a Pelagio Luna como candidato, con Arsenio de la Colina para la vicegobernación. La fórmula Vera Barros-Castañeda obtuvo un contundente triunfo con el 67.09% de los votos contra el 32.91% del binomio Luna-De la Colina, preservando la hegemonía conservadora.
A pesar de las protestas de Luna contra el fraude electoral y de su pedido al presidente Roque Sáenz Peña, principal impulsor de la ley de sufragio secreto, de intervenir la provincia, esto no sucedió y Vera Barros asumió su mandato el 27 de agosto.